# Ali Abdullah Saleh
Ali Abdullah Saleh (arabiska: علي عبد الله صالح, ʿAlī ʿAbdullāh Ṣāliḥ), född 21 mars 1942 i Bayt al-Ahmar, Kungariket Jemen, död 4 december 2017 mellan Sana'a och Marib, var Jemens president 1990–2012, och var dessförinnan president för Nordjemen från 1978. Han var zaydit, vilket är en gren inom shiaislam och han stödde sig politiskt på en allians med klaner och islamister.

## Biografi
Saleh deltog i den armékupp som ledde till bildandet av Arabrepubliken Jemen 1962. Han hjälpte Ibrahim al-Hamadi till makten i en kupp 1974. Mordet på Hamadi 1977 och dennes efterföljare Ahmad al-Ghashmi följande år gjorde att Saleh själv kunde överta presidentposten 1978. 
Efter upprepade försök att förena Nordjemen med det socialistiska Sydjemen gick de två länderna samman och bildade Republiken Jemen 1990 och Saleh blev dess president samma år. Han försökte dominera den södra delen, men politiska motsättningar ledde till att ett inbördeskrig bröt ut när sydsidan 1994 försökte bryta sig ur unionen. Nordsidan vann och det stärkte Salehs makt. Han blev den första direktvalda presidenten i Jemen 1999, och valdes om 2006.

### Protesterna i Jemen 2011
Under protesterna i Jemen 2011 tvingades Saleh deklarera att han inte kandiderade för återval i valet 2013. De folkliga protesterna mot hans regim fortsatte emellertid och ledde till svåra oroligheter i landet, framför allt i de större städerna. Saleh utsattes för ett attentat den 3 juni 2011 och lämnade landet för att få akut vård i Saudiarabien för de skador han då fick. Han återvändande till Jemen efter tre månader vilket ledde till nya strider i Sanaa mellan regimens elitförband och de oppositionella.
Den 23 november 2011 undertecknade han vid en ceremoni i Saudiarabien att han officiellt skulle avgå från sin post som president i februari 2012, till förmån för en övergångsregering. Han lämnade genom undertecknandet direkt hälften av makten till vicepresidenten Abd Rabu Mansur Hadi.

### Avgår som president
Hadi valdes den 21 februari 2012 till landets president och efterträdde därmed Ali Abdullah Saleh. Han tog över presidentposten vid en ceremoni den 25 februari 2012 i närvaro av Saleh som nyligen återvänt från USA där han behandlats för de skador han fick i attentatet i juni 2011.

### Död i rebelluppror
De shiamuslimska huthirebellerna från norra Jemen tog med hjälp av trupper lojala med Saleh kontroll över huvudstaden Sanaa 2014 och drev bort president Hadi. En militärallians ledd av Saudiarabien inledde i mars 2015 krig mot rebellerna, som de hävdar får stöd från ärkefienden Iran. När Saleh i början av december 2017 öppnade för förhandlingar med Saudiarabien utbröt häftiga strider i Sanaa mellan anhängare till Saleh och huthirebellerna. Den 4 december sköts han ihjäl av huthikrigare i provinsen Marib.